# The Flow of Everything
The Flow of Everything ist ein Jazzalbum von Michael Bisio und Matthew Shipp. Die am 5. April 2021 in den Park West Studios in Brooklyn entstandenen Aufnahmen erschienen am 21. Januar 2022 auf dem polnischen Label Fundacja Słuchaj.

## Hintergrund
Der Bassist Michael Bisio begann seine Zusammenarbeit mit Matthew Shipp 2010, als sie im Trio mit Whit Dickey im The Arts Center of the Capital Region in Troy, New York auftraten; der Mitschnitt erschien auf dem Album Art of the Improviser, gefolgt von einem gemeinsamen Studioalbum (Elastic Aspects, 2012). In derselben Zeit entstand auch – unter nomineller Leitung Bisios – das gemeinsame Album Floating Ice (Relative Pitch Records, 2012). Des Weiteren wirkten Michael Bisio und Matthew Shipp u. a. bei Ivo Perelmans Alben The Edge und The Gift (Leo) mit.
Mit Duo- und Trio-Alben wie For Duke, The Gospel According to Matthew & Michael, The Conduct of Jazz, Sonic Fiction, Piano Song und The Unidentifiable setzten Shipp und Bisio ihre Zusammenarbeit in den 2010er-Jahren in unterschiedlichen Konstellationen fort. Nach einer Pause von sechs Jahren erschien The Flow of Everything als Bisios und Shipps drittes Duo-Album.

## Titelliste
- Michael Bisio & Matthew Shipp: The Flow of Everything (Fundacja Słuchaj)

1. Flow 9.25
2. Bow for Everyone 6.18
3. Everything 2.35
4. Of Now 7.49
5. Of Everything 11.59
6. Go-Flow 5.25
7. Flow of Everything 6.33
8. Pockets 7.05
9. Panel 5.56

Die Kompositionen stammen von Michael Bisio und Matthew Shipp.

## Rezeption
Phil Freeman (Ugly Beauty/Sterogum) zählte das Album zu den besten Neuveröffentlichungen des Monats und schrieb, die Arbeit des Toningenieurs Jim Clouse in den Park West Studios in Brooklyn verleihe der Musik enorme Klarheit, aber auch Kraft und Heftigkeit. Bisio würde sich nicht einfach zurücklehnen und lediglich den Puls halten; er wisse, dass Shipp einen ausreichend starken inneren Rhythmus habe, um auf seine eigenen kleinen Reisen zu gehen und die Musik zu erweitern, anstatt sie nur zu unterstützen. „Flow“, der Eröffnungstrack des Albums, zeige so viel unerbittliche Vorwärtsenergie, dass man fast glauben könnte, dass da ein Schlagzeuger sei, obwohl es keinen gibt.

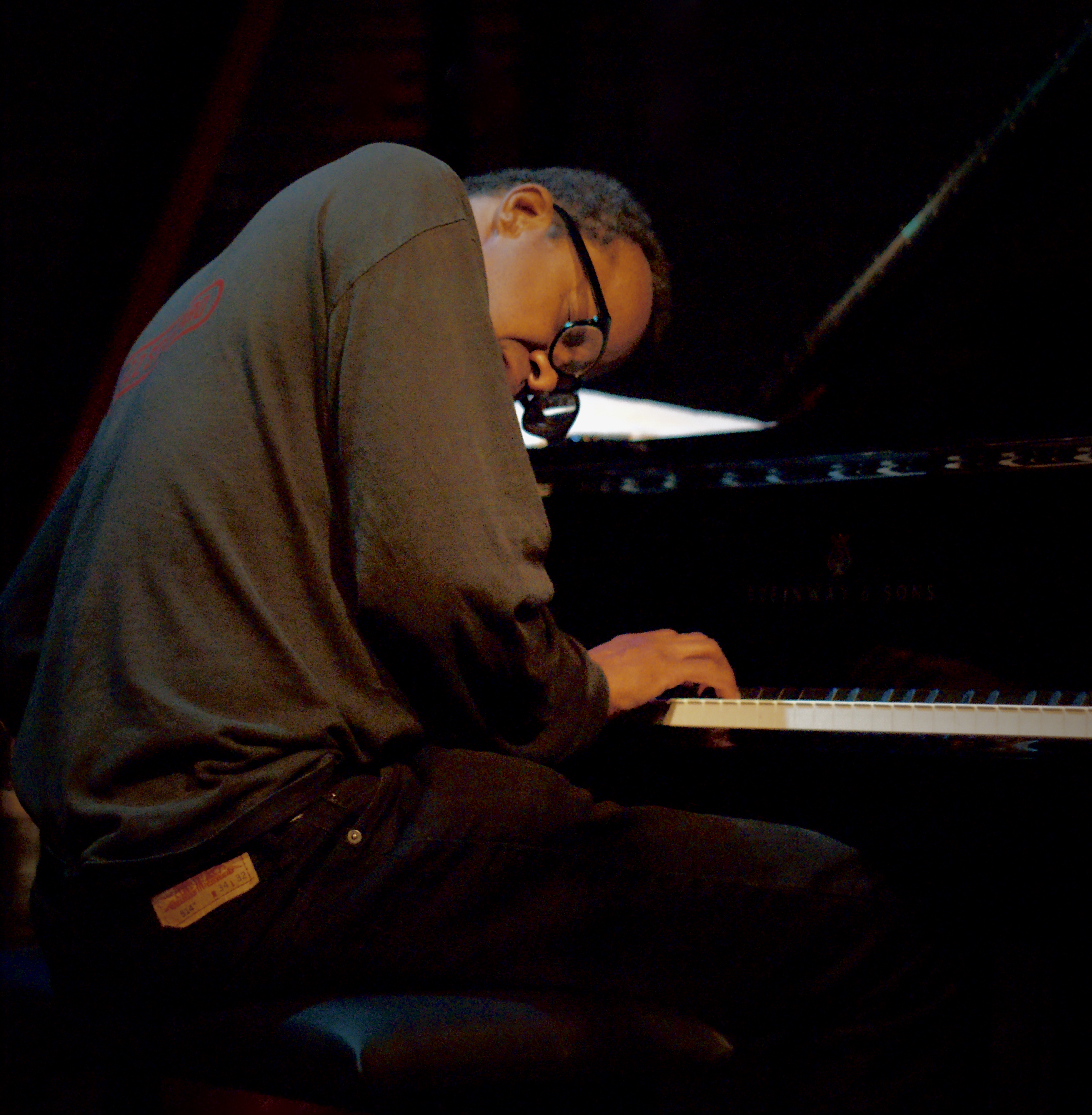
Matthew Shipp bei einem Auftritt im Bimhuis Amsterdam 2011

Nach Ansicht von Karl Ackermann, der das Album in All About Jazz rezensierte, haben die beiden während ihrer häufigen Kooperationen die Messlatte für Improvisation auf ein Niveau angehoben, das eine außergewöhnliche symbiotische Form der Struktur nahelegt. So sei der Opener „Flow“ eine brillante, über neunminütige Demonstration der Fähigkeit dieser beiden Künstler, das Unerwartete auszuführen. Gemeinsam und einzeln würden Bisio und Shipp ein Tableau aus leisem Donner mit Anklängen an Duke Ellington und Art Tatum schaffen, das zu einer avantgardistischen Collage zusammengerollt werde.
Shipps Beherrschung der gegensätzlichen Pole von Dichte und Fragilität und Bisios Verzicht auf Pyrotechnik würden freie Improvisation zugänglicher machen, so Ackermann. Die Herausforderung und das Vergnügen, The Flow of Everything zu hören, bestehe darin, dass man nie sicher sein kann, wie sich die Dinge zwischen Bisio und Shipp entwickeln werden. Selbst wenn man eine gemeinsame Vision teile, könne es für den Zuhörer manchmal schwierig sein, die heimliche Sprache des Duos zu entziffern. Doch das sei gut so, denn diese ekstatische Musik profitiere davon, die Grenze zwischen Gedanke und spontaner Darbietung zu verwischen; den Zuhörer aus dem Griff der Relevanz zu befreien. The Flow of Everything sei ein fesselndes Album, animiert, aufregend und völlig anders.